# John Hughes (Szenenbildner)
John Hughes (* 23. Mai 1882 in Kansas City, Missouri; † 2. Oktober 1954 in Los Angeles) war ein US-amerikanischer Szenenbildner beim Film.

## Leben
John Hughes arbeitete ab 1921 als Szenenbildner, als sogenannter Artdirector, beim Film in Hollywood. Bis Anfang der 1930er Jahre war er für verschiedene Filmstudios tätig. 1934 erhielt er einen festen Vertrag bei Warner Brothers. Dort wirkte er unter der Leitung namhafter Regisseure wie Michael Curtiz, Raoul Walsh, Howard Hawks und John Huston. Im Laufe seiner Karriere, in der er auch als J. J. Hughes oder John J. Hughes im Abspann erwähnt wurde, war er dreimal für den Oscar in der Kategorie Bestes Szenenbild nominiert, unter anderem für Sergeant York, ging jedoch stets leer aus. Bis 1951 war er an mehr als 90 Filmproduktionen beteiligt. Mit seiner Frau Corinne hatte er ein Kind. Er starb 1954 im Alter von 72 Jahren in Los Angeles und wurde im Forest Lawn Memorial Park in Glendale beigesetzt.

## Filmografie (Auswahl)
- 1924: Der Boy aus Flandern (A Boy of Flanders) – Regie: Victor Schertzinger
- 1927: Rivalen des Ozeans (The Yankee Clipper) – Regie: Rupert Julian
- 1930: Der Flüchtling (The Lash) – Regie: Frank Lloyd
- 1931: Der Mannsteufel (A House Divided) – Regie: William Wyler
- 1932: Gesetz und Ordnung (Law and Order) – Regie: Edward L. Cahn
- 1934: Babbitt – Regie: William Keighley
- 1935: In blinder Wut (Black Fury) – Regie: Michael Curtiz
- 1935: Die Frau auf Seite 1 (Front Page Woman) – Regie: Michael Curtiz
- 1935: Der FBI-Agent (‘G’ Men) – Regie: William Keighley
- 1935: Frisco Kid – Regie: Lloyd Bacon
- 1936: Höhe Null (Ceiling Zero) – Regie: Howard Hawks
- 1936: Der versteinerte Wald (The Petrified Forest) – Regie: Archie Mayo
- 1936: Der Verrat des Surat Khan (The Charge of the Light Brigade) – Regie: Michael Curtiz
- 1938: White Banners – Regie: Edmund Goulding
- 1938: Vater dirigiert (Four Daughters) – Regie: Michael Curtiz
- 1940: Nachts unterwegs (They Drive by Night) – Regie: Raoul Walsh
- 1940: Keine Zeit für Komödie (No Time for Comedy) – Regie: William Keighley
- 1940: Land der Gottlosen (Santa Fe Trail) – Regie: Michael Curtiz
- 1941: Sergeant York – Regie: Howard Hawks
- 1941: Sein letztes Kommando (They Died with Their Boots On) – Regie: Raoul Walsh
- 1942: Die fröhliche Gauner GmbH (Larceny, Inc.) – Regie: Lloyd Bacon
- 1943: In die japanische Sonne (Air Force) – Regie: Howard Hawks
- 1943: In Freundschaft verbunden (Old Acquaintance) – Regie: Vincent Sherman
- 1945: Rhapsodie in Blau (Rhapsody in Blue) – Regie: Irving Rapper
- 1946: Tag und Nacht denk’ ich an Dich (Night and Day) – Regie: Michael Curtiz
- 1948: Der Schatz der Sierra Madre (The Treasure of the Sierra Madre) – Regie: John Huston
- 1949: Stern vom Broadway (Look for the Silver Lining) – Regie: David Butler
- 1951: Das Ding aus einer anderen Welt (The Thing from Another World) – Regie: Christian Nyby

## Auszeichnungen
- 1942: Oscar-Nominierung in der Kategorie Bestes Szenenbild für Sergeant York zusammen mit Fred M. MacLean
- 1944: Oscar-Nominierung in der Kategorie Bestes Szenenbild für This Is the Army zusammen mit John Koenig, George James Hopkins
- 1945: Oscar-Nominierung in der Kategorie Bestes Szenenbild für Die Abenteuer Mark Twains zusammen mit Fred M. MacLean